# Oxypygides mesites
Oxypygides mesites är en mångfotingart som beskrevs av Chamberlin 1922. Oxypygides mesites ingår i släktet Oxypygides och familjen Rhinocricidae. Inga underarter finns listade i Catalogue of Life.